# Église Saint-Barthélemy de Trignan
Pour les articles homonymes, voir Église Saint-Barthélemy.
L'église Saint-Barthélemy de Trignan est une église catholique située à Mézin, en France.

## Localisation
L'église Saint-Pierre est située au lieu-dit Trignan, sur le territoire de la commune de Mézin, dans le département français de Lot-et-Garonne.

## Historique
L'édifice est inscrit au titre des monuments historiques le 19 avril 1999,.